# 명인중학교 (경기)
명인중학교(明仁中學校)는 대한민국 경기도 수원시 장안구 정자동에 있는 공립 중학교이다.

## 학교 연혁
- 2001년 1월 5일 : 명인중학교 설립인가 (24학급)
- 2001년 3월 1일 : 초대 안소헌 교장 부임
- 2001년 3월 5일 : 개교(7학급 306명 입학)
- 2023년 1월 5일 : 제20회 졸업(남 142명, 여 151명 계 293명, 졸업생 7,287명 배출)
- 2023년 9월 1일 : 제6대 김영숙 교장 부임
- 2024년 3월 4일 : 30학급 인가(1학년 10학급, 2학년 10학급, 3학년 10학급, 특수2학급 별도)

## 참고 자료
- 명인중학교 - 한국교육학술정보원 학교알리미